# Dodo Marmarosa
Michael « Dodo » Marmarosa (12 décembre 1925 -17 septembre 2002)  était un pianiste et compositeur américain.

## Biographie
Dodo Marmarosa est né à Pittsburgh en Pennsylvanie, une ville liée au jazz par des musiciens comme Ahmad Jamal, George Benson, Horace Parlan ou encore Erroll Garner que Marmarosa aura même comme camarade de classe. Son surnom "Dodo" proviendrait de la grande taille de sa tête alliée à sa petite taille en tant qu'enfant. Enfant prodige, Marmarosa étudie d'abord la musique classique et joue pendant de longues heures en alternant les mains afin d'obtenir une main gauche aussi forte que la droite. Au bout de quelques mois de pratique il joue déjà Bach pour s'amuser et s'intéresse bientôt au jazz, notamment à travers l’écoute d’Art Tatum et de Teddy Wilson.
Après avoir établi une forte réputation locale, il part en tournée avec le Johnny "Scat" Davis Orchestra à l'âge de 15 ans. L'orchestre se dissout rapidement mais Marmarosa en profite pour rejoindre celui du batteur Gene Krupa et changera ensuite régulièrement de formation. Ainsi, il joue dans l'orchestre du saxophoniste Charlie Barnet, dans celui de Tommy Dorsey ou encore celui d'Artie Shaw. Ces divers engagements vont permettre au jeune Marmarosa de rencontrer des musiciens dont l'influence sur le pianiste sera importante. En effet, durant une tournée à New York, le trompettiste de l'orchestre de Charlie Barnet tombe malade et est remplacé au pied levé par un certain Dizzy Gillespie. Un après-midi Gillespie invite Marmarosa dans son appartement pour lui présenter le bientôt célèbre Charlie Parker. Ses deux rencontres plongent Marmarosa dans un style nouveau en expansion, le bebop, un langage que le pianiste maitrisera vite au point d'être reconnu comme un des maîtres du bop au piano. Quant à son séjour dans l'orchestre de Tommy Dorsey, il retiendra la rencontre avec le batteur Buddy Rich qu'il admirait : "Buddy Rich était un grand batteur, le plus grand. Le groupe avait une bonne cohésion et beaucoup de spontanéité". Son temps avec l'orchestre d'Artie Shaw, à l'époque l'un des big band les plus célèbres, lui permettra de côtoyer Barney Kessel et Roy Eldridge également originaire de Pittsburgh. Artie Shaw dira du pianiste : "Dodo Marmarosa était un homme doux et fragile, parfois imprévisible, avec des sautes d'humeurs. Il n'a jamais appris à faire face aux pressions de la vie que subissent les jazzmen", propos qui définissent déjà le profile psychologique fragile du musicien qui ralentira considérablement sa carrière par la suite.
Après cette période de pianiste d'orchestre, Marmarosa devient plus indépendant et travaille comme pianiste attitré du label Atomic Record ce qui lui permet de jouer et d'enregistrer avec Lester Young ou Charlie Parker à la fin des années 1940.
Mais le pianiste a des problèmes de santé qui l'effaceront de la scène musicale durant toutes les années 1950. Il est interné quelque temps en psychiatrie pour une maladie dont l'origine serait un incident survenu durant sa période avec Gene Krupa en 1943. Des marins avaient alors tabassé violemment Marmarosa et le clarinettiste Buddy DeFranco à la suite d'un malentendu. Durant son internement, il reçoit un traitement aux électrochocs  qui eurent, comme chez le pianiste Bud Powell, un effet désastreux. Durant cette décennie il fera un séjour malheureux à l'armée qu'il passera majoritairement à l'hôpital et traversera un divorce douloureux qui n'arrange en rien sa condition.
Il entamera un bref come-back au début des années 1960 avec plusieurs albums dont l'un enregistré avec le saxophoniste Gene Ammons mais disparaitra presque entièrement de la scène musicale par la suite, jouant occasionnellement dans des restaurants.
Marmarosa avait parfois un comportement excentrique. Une fois par exemple, il poussa un piano par-dessus un balcon, expliquant qu'il voulait entendre le son que ferait l'instrument en s'écrasant sur le sol. En 1992, il annonça sa propre mort par téléphone à un amateur de jazz qui voulait l'interviewer, ce qui conduit à la publication de la fausse nouvelle par deux journaux anglais.
Résidant dans un centre médical de Pittsburgh pendant les dernières années de sa vie, il jouait parfois de l'orgue ou du piano pour les autres patients ou les invités.

## Discographie

### Albums en leader/co-leader
| Année enregistrée | Titre                | Label    | Notes |
| ----------------- | -------------------- | -------- | --- |
| 1958–62           | Pitsburgh 1958       | Uptown   | Trio, avec Danny Mastri et Johnny Vance (contrebasse), Henry Sciullo et Chuck Spatafore (batterie); sur certains titres, quintet, avec Danny Conn (trompette), Carlo Galluzzo (sax ténor), Jimmy DeJulio (contrebasse), Spatafore (batterie); sur certains titres, quintet, avec Conn (trompette), Buzzy Renn (sax alto), DeJulio (contrebasse), Spatafore (batterie); sorti en 1997 |
| 1961              | Dodo's Back!         | Argo     | Trio, avec Richard Evans (contrebasse), Marshall Thompson (batterie) |
| 1962              | Jug & Dodo           | Prestige | Quartet, avec Gene Ammons (sax ténor), Sam Jones (bass), Marshall Thompson (batterie); trio, sans Ammons |
| 1962              | The Chicago Sessions | Argo     | Quartet, avec Bill Hardman (trompette), Richard Evans (contrebasse), Ben Dixon (batterie); sorti en 1988, combiné avec la réédition de Dodo's Back! |

### Albums en sideman
| Année enregistrée | Leader       | Titre             | Label    | Notes         |
| ----------------- | ------------ | ----------------- | -------- | ------------- |
| 1960              | Johnny Janis | Jazz Up Your Life | Starwell | Released 2006 |

### Singles en leader/co-leader
| Années enregistrées | Titre                                                                  | Label  | Notes |
| ------------------- | ---------------------------------------------------------------------- | ------ | --- |
| 1946                | "Mellow Mood"/"How High the Moon"                                      | Atomic | "Mellow Mood": trio, avec Ray Brown (contrebasse), Jackie Mills (batterie); "How High the Moon": quartet, avec Lucky Thompson (sax ténor) |
| 1946                | "I Surrender Dear"/"Dodo's Blues"                                      | Atomic | "Dodo's Blues": trio, avec Ray Brown (contrebasse), Jackie Mills (batterie); "I Surrender Dear": quartet, avec Lucky Thompson (sax ténor) |
| 1946                | "Raindrops"/"I've Got News for You"                                    | Atomic | Trio, avec Barney Kessel (guitare), Gene Englund (contrebasse)                                                                            |
| 1947                | "Lover"/"Dary Departs", "Trade Winds"/"Bopmatism"                      | Dial   | Trio, avec Harry Babasin (contrebasse, cello), Jackie Mills (batterie)                                                                    |
| 1950                | "My Foolish Heart"/"Why Was I Born?", "Blue Room"/"The Night Is Young" | Savoy  | Trio, avec Thomas Mandrus (contrebasse), Joe "Jazz" Wallace (batterie)                                                                    |

### Singles en sideman
| Année enregistrée | Leader              | Titre | Label                               |
| ----------------- | ------------------- | --- | ----------------------------------- |
| 1943              | Charlie Barnet      | "The Moose", "Pow-Wow", "Sittin' Home Waitin' for You", "Strollin'" | Decca                               |
| 1944              | Charlie Barnet      | "Bakiff", "West End Blues", "In There", "Saltin' Away My Sweet Dreams", "Baby Won't You Please Come Home", "The Great Lie", "The Jeep Is Jumpin'", "Blue Moon", "In a Mellotone", "My Heart Isn't in It", "Drop Me Off in Harlem", "Gulf Coast Blues", "Flat Top Flips His Lid", "Skyliner", Sharecroppin' Blues", "Come Out, Come Out, Wherever You Are" | Decca                               |
| 1944              | Gene Krupa          | "Hodge Podge", "Liza" | V-Disc                              |
| 1944              | Tommy Dorsey        | "You Brought a New Kind of Love to Me", "Opus One", "Swing High" | Lang-Worth                          |
| 1944              | Tommy Dorsey        | "For All We Know", "I'm Nobody's Baby" | V-Disc                              |
| 1944              | Artie Shaw          | "Ac-cent-tchu-ate the Positive", "Lady Day", "Jumpin' on the Merry-Go-Round" | RCA Victor                          |
| 1945              | Artie Shaw          | "I'll Never Be the Same", "Can't Help Lovin' 'Dat Man", "'S Wonderful", "Bedford Drive", "The Grabtown Grapple", "September Song", "But Not for Me", "Summertime", "Easy to Love", "Time on My Hands", "Tabu", "A Foggy Day", "These Foolish Things", "I Could Write a Book", "Thrill of a Lifetime", "Kasbah", "Lament", "(My) Lucky Number", "Love Walked In", "Soon", "Keepin' Myself for You", "No One But You", "Natch", "That's for Me", "They Can't Take That away from Me", "Our Love Is Here to Stay", "I Was Doing All Right", "Someone to Watch Over Me", "Things Are Looking Up", "The Maid with the Flaccid Air", "No One But You", "They Didn't Believe Me", "Dancing on the Ceiling", "I Can't Get Started", "Just Floatin' Along", "Yolanda", "I Can't Escape from You", "Scuttlebutt", "The Gentle Grifter", "Mysterioso", "Hop, Skip and Jump" | RCA Victor                          |
| 1945              | Artie Shaw          | "Let's Walk", "Love of My Life", "Ghost of a Chance", "How Deep Is the Ocean", "The Glider", "The Hornet" | Musicraft                           |
| 1945              | Corky Corcoran (en) | "What Is This Thing Called Love", "Minor Blues", "You Know It" | Keynote                             |
| 1945              | Lem Davis (en)      | "Nothin' from Nothin'", "My Blue Heaven" | Sunset                              |
| 1945              | Gladys Hampton      | "Four Squares Only", "Star Time" | Hamp-Tone                           |
| 1945              | Slim Gaillard       | "Laguna", "Dunkin' Bagel", "Boogin' at Berg's", "Don't Blame Me" | Bee-Bee                             |
| 1945              | Slim Gaillard       | "Atomic Cocktail", "Yep-Roc Heresay", "Penicillin Boogie", "Jumpin' at the Record Shop", "Drei Six Cents", "Minuet in Vout", "Tee Say Malee" | Atomic                              |
| 1945              | Slim Gaillard       | "Baby Won't You Please Come Home", "Groove Juice Jive", "The Hop", "Three Handed Boogie" | Cadet                               |
| 1945              | Slim Gaillard       | "Dizzy Boogie", "Flat Foot Floogie", "Popity Pop", "Slim's Jam" | Bel-Tone                            |
| 1945              | Barney Kessel       | "Atom Buster", "What Is This Thing Called Love", "Slick Chick", "The Man I Love" | Atomic                              |
| 1945              | Lester Young        | "D.B. Blues", "Lester Blows Again", "These Foolish Things", "Jumpin' at Mesner's" | Philo                               |
| 1946              | Slim Gaillard       | "Chicken Rhythm", "Santa Monica Jump", "Mean Pretty Mama", "School Kids Hop" | Bel-Tone                            |
| 1946              | Slim Gaillard       | "Ya Ha Ha", "Carne", "Ding Dong Oreneey", "Buck Dance Rhythm" | Four Star                           |
| 1946              | Charlie Parker      | "A Night in Tunisia", "Ornithology", "Yardbird Suite", "Moose the Mooche" | Dial                                |
| 1946              | Boyd Raeburn        | "Boyd Meets Stravinsky" | Jewell                              |
| 1946              | Ella Mae Morse      | "That's My Home" | Capitol                             |
| 1946              | Artie Shaw          | "Changing My Tune", "For You, for Me, for Evermore", "And So to Bed", "Connecticut", "Don't You Believe It, Dear", "It's the Same Old Dream", "I Believe", "When You're Around" | Musicraft                           |
| 1946              | Mel Tormé           | "One for My Baby", "A Little Kiss Each Morning", "Dream Awhile", "There's No Business Like Show Business", "It's Dreamtime", "You're Driving Me Crazy!", "Who Cares What People Say", "I'm Yours" | Musicraft                           |
| 1946              | Howard McGhee       | "Midnight at Minton's", "Dialated Pupils", "High Wind in Hollywood", Up in Dodo's Room" | Dial                                |
| 1946              | Lyle Griffin        | "Flight of the Vout Bug", "Deep in the Blues", "It Shouldn't Happen", "Big Chief Albuquerque" | Atomic                              |
| 1946              | Wardell Gray        | "Dell's Bells", "One for Prez", "The Man I Love", "Easy Swing" | Sunset (released by Jazz Selection) |
| 1947              | Charlie Parker      | "Relaxin' at Camarillo", "Cheers", "Carvin' the Bird", "Stupendous" | Dial                                |
| 1947              | Lucky Thompson      | "Just One More Chance", "From Dixieland to Be-Bop", "Boulevard Bounce", "Boppin' the Blues" | RCA Victor                          |
| 1947              | Lucky Thompson      | "Dodo's Bounce", "Dodo's Lament", "Slam's Mishap", "Schuffle That Ruff", "Smooth Sailing", "Commercial Eyes" | Downbeat                            |
| 1947              | Slim Gaillard       | "Momma's in the Kitchen", "(I Don't Stand) A Ghost of a Chance", "Little Red Riding Wood", "Puerto Vootie", "Down by the Station", "Communications", "Three Little Words" | MGM                                 |
| 1947              | Lionel Hampton      | "Cherokee", "Re-bop and Be-bop", "Zoo-Baba-Da-Oo-Ee" | Decca                               |
| 1947              | Willie Smith (en)   | "Not So Bop Blues", "Tea for Two" | Mercury                             |
| 1947              | Red Norvo           | "Bop" | Capitol                             |
| 1947              | Miss Danna          | "Black and Blue", "Remember I Knew You When" | IRRA                                |

Main sources,,.